# Путевой дворец (Тверь)
Тверской императорский путевой дворец — дворец в Твери, памятник архитектуры XVIII века. Расположен в историческом центре города на Соборной площади, между Советской (б. Миллионной) улицей, Староволжским мостом и Городским садом.

## История
Дворец с двумя павильонами был построен в 1764—1766 годах в стиле классицизм с элементами барокко по проекту П. Р. Никитина. Распространённое мнение об авторстве М. Ф. Казакова исторических оснований под собой не имеет. Ранее на месте дворца когда-то находился Тверской кремль.
Дворец предназначался для отдыха членов императорской семьи по пути из Петербурга в Москву, откуда и получил своё название. 12 февраля 1767 года в Тверской путевой дворец впервые прибыла императрица Екатерина II.

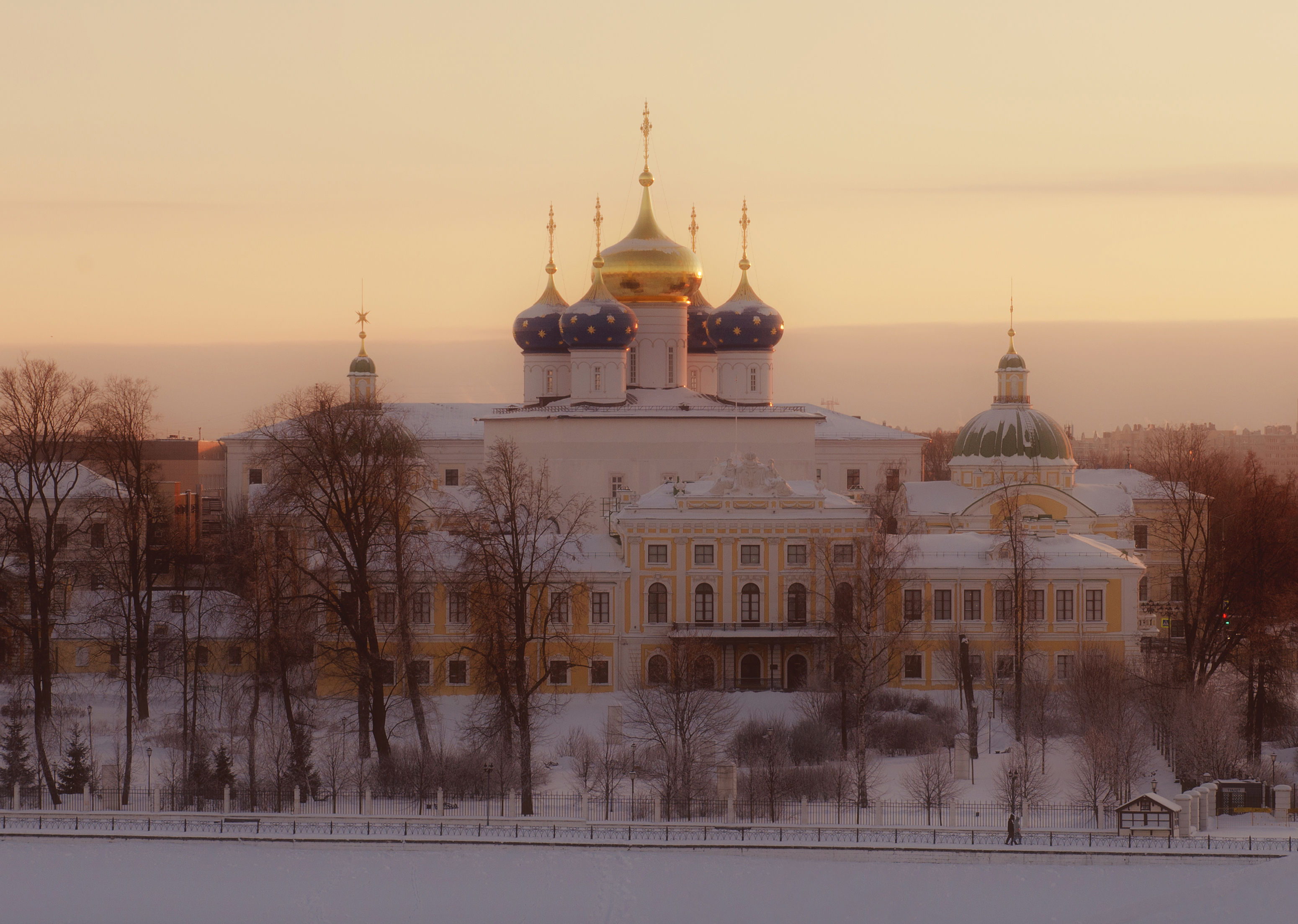
Императорский путевой дворец и Спасо-Преображенский собор на закате. Вид с жилого дома на набережной Афанасия Никитина.

Дворец был перестроен К. И. Росси в начале XIX века. В это время здесь жила сестра Александра I, Екатерина Павловна, бывшая замужем за тверским губернатором Георгом Ольденбургским. Она превратила дворец в один из центров светской жизни страны и модный литературный салон, где собиралось высшее общество Твери и куда приезжали многие выдающиеся люди из Москвы и Петербурга. Н. М. Карамзин читал здесь императору Александру отрывки из своей «Истории». В 1830-х годах, когда Путевой дворец принадлежал военным, по проекту И. Ф. Львова рядом с дворцом была построена гауптвахта. В западной башне находилась Екатерининская церковь.
В 1864 году дворец был незаметно и тонко дополнен А. И. Резановым, предпринявшим очередную перестройку, на этот раз в «старом вкусе», так что отличить со стороны его дополнения от исторического здания Никитина очень сложно. 
После падения монархии в здании путевого дворца работали советы рабочих и крестьянских депутатов, а также губернский исполнительный комитет. 28 октября (10 ноября) 1917 революционер А. П. Вагжанов объявил о победе советской власти. В апреле 1935 года большевиками был взорван Спасо-Преображенский собор, стоявший во дворе дворца. Осенью 1941 года здание дворца частично разрушено фашистами, в 1942—1948 гг. восстановлено.
С конца 1990-х годов Путевой дворец находился на реконструкции. С августа 2012 он был окончательно закрыт на реставрацию. В июле 2015 года реставрационные работы были окончены, велись работы по восстановлению императорского сада. В настоящее время в Путевом дворце расположена областная картинная галерея. В 2017 году дворец открылся в тестовом режиме — для организованных экскурсионных групп, с 30 ноября 2017 года он был открыт для индивидуальных посетителей и туристических групп. В 2014—2022 годах рядом с дворцом был восстановлен Спасо-Преображенский собор; 5 декабря 2018 года в возрождаемом соборе прошла первая Божественная литургия.
Комплекс зданий Тверского императорского дворца — образец парадной архитектуры XVIII—XIX веков, состоящий из главного корпуса, флигеля, каретного сарая, конюшни, гауптвахты, Дворцового сада, оранжереи и здания бывшего реального училища.

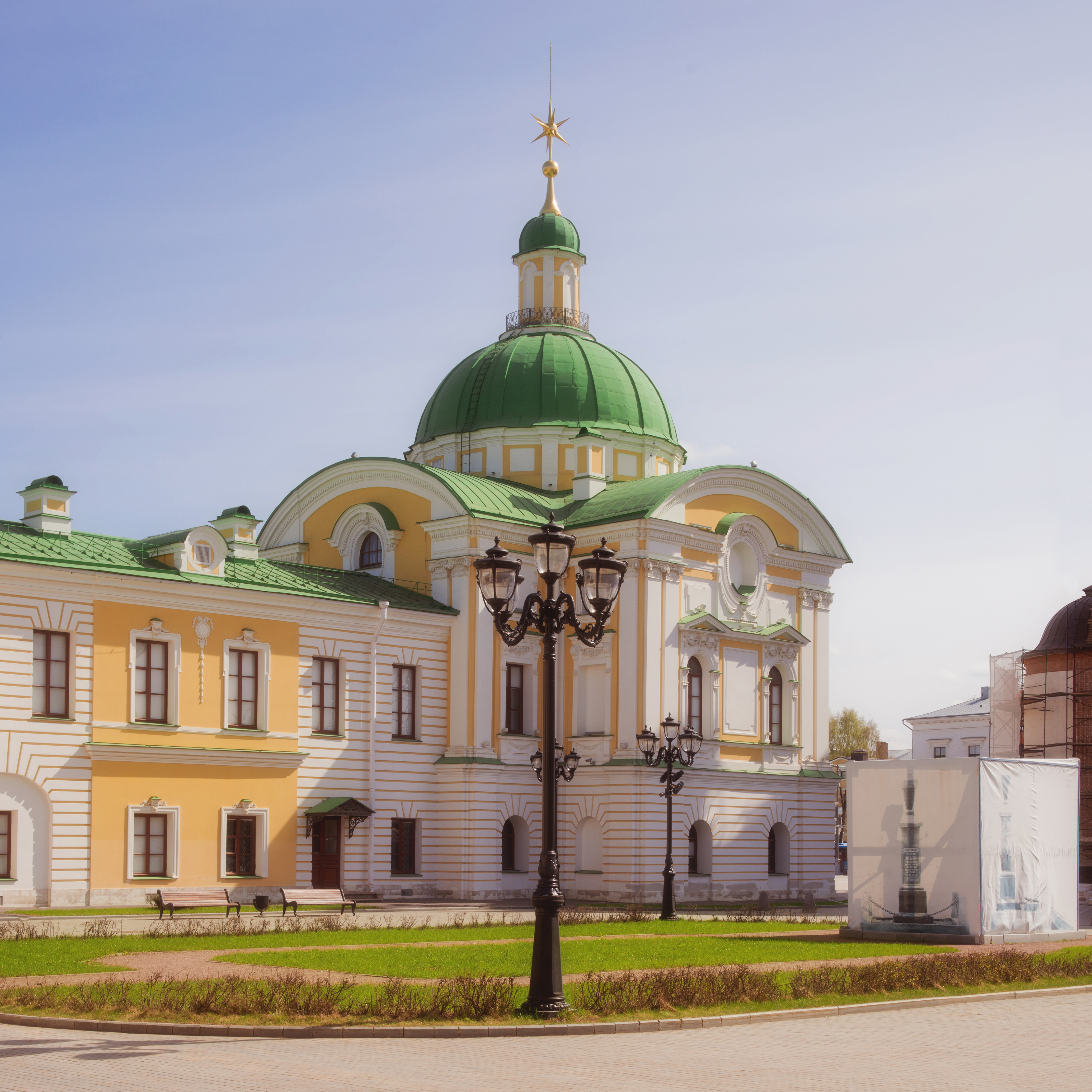
Восточная башня Императорского путевого дворца.
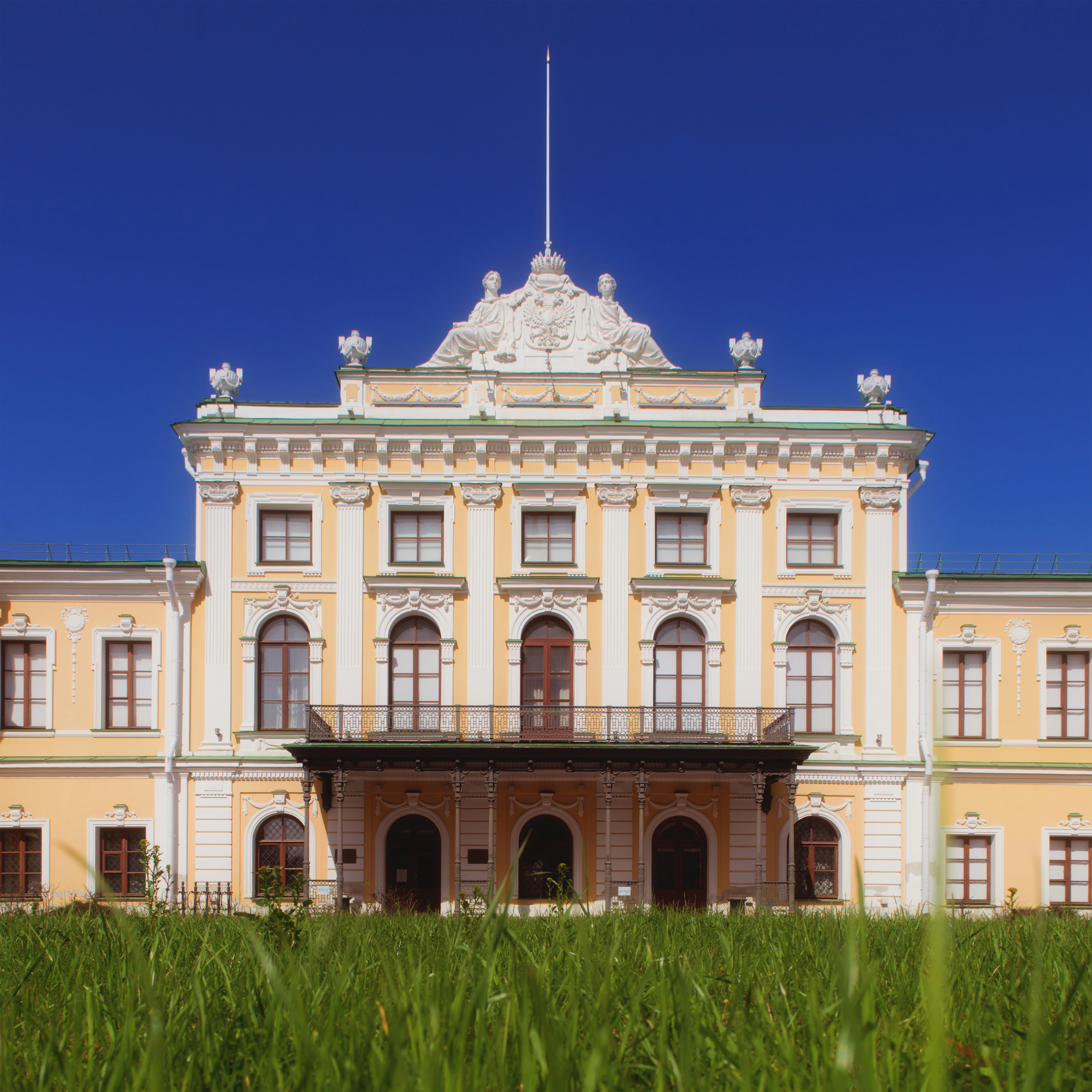
Главный корпус Императорского путевого дворца на Соборной площади.
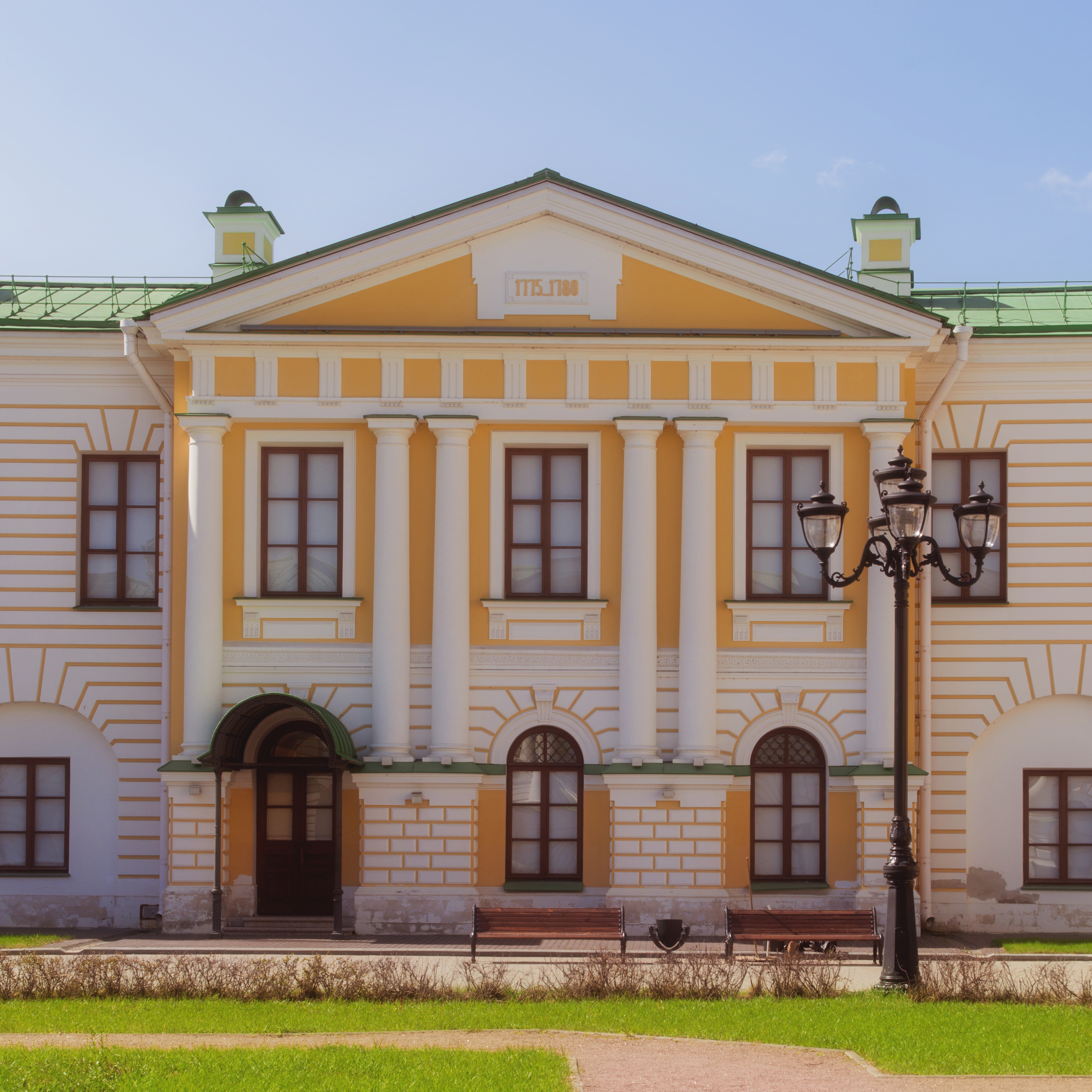
Восточная часть Императорского путевого дворца.
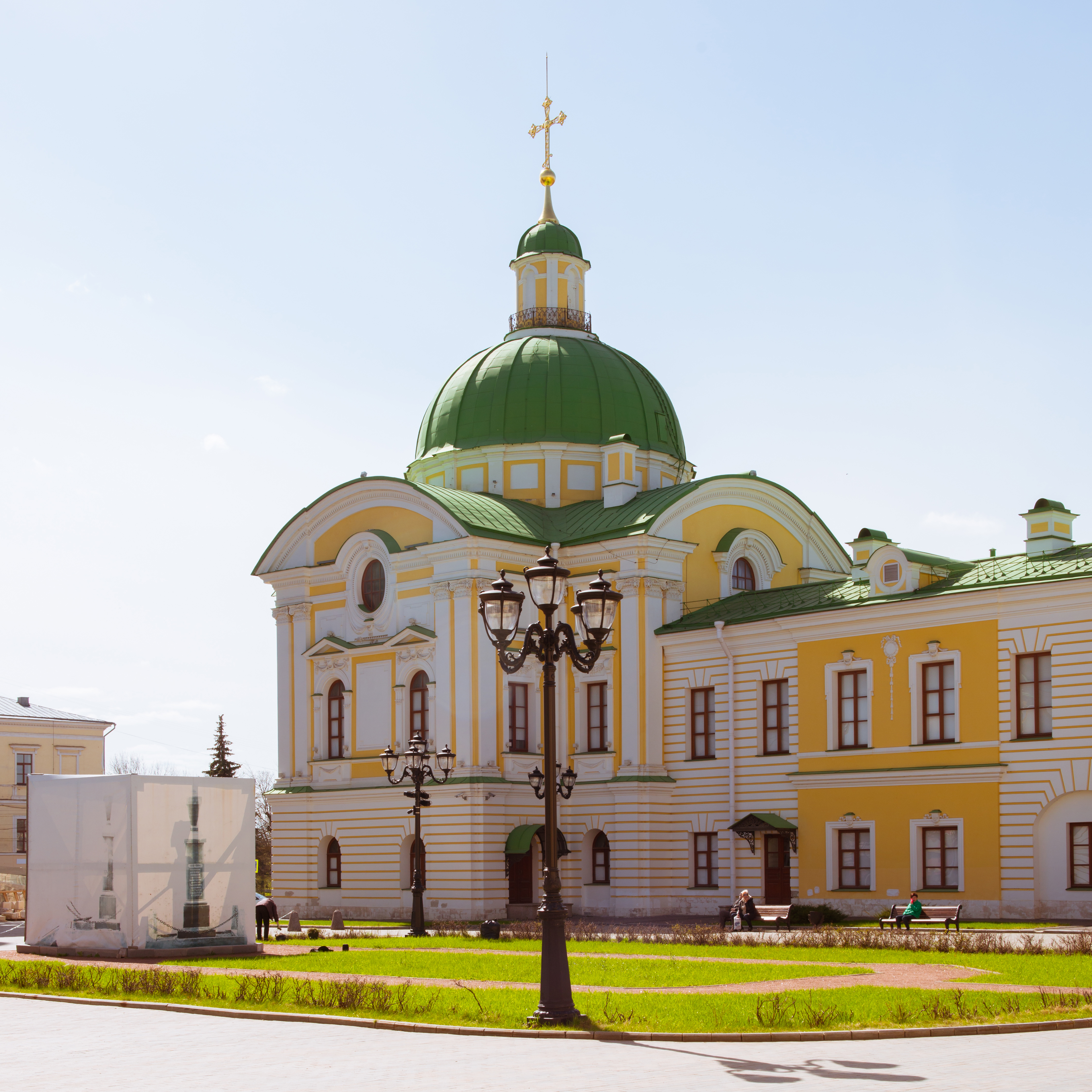
Церковь Екатерины Великомученицы при Императорском путевом дворце.

## Интерьеры
|                                                   |                                                    | |
| Световой фонарь 1860-х гг. над парадной лестницей | Парадная лестница: зеркало и вензель Александра II | Парадный двухсветный зал на втором этаже дворца                                                           |
|                                                   |                                                    | |
| Гербовый зал                                      | Гербовый зал: изразцовая печь и люстры             | Гербы уездных городов Тверской губернии в оформлении Гербового зала: видны гербы Бежецка и Красного Холма |